# Починки – Ізобільний
Починки – Ізобільний – газопровід у Росії, споруджений для подачі ресурсу для проекту Блакитний потік.
Ресурс для Блакитного потоку вирішили відбирати із надпотужного Центрального газотранспортного коридору, по якому транспортується газ західносибірських родовищ. Початковою точкою обрали розташовану у нижегородській області компресорну станцію Починки, від якої трубопровід прямує до Ізобільного (Ставропольський край).
Трубопровід має довжину 990 км. Він виконаний в діаметрі 1420 мм та розрахований на робочий тиск у 7,4 МПа. Для перекачування блакитного палива споруджені компресорні станції Новопетрівська, Жирновська, Ольхівська, Волгоградська, Котельниківська.
Спершу спорудили південну частину траси та облаштували її сполучення з газопроводами Союз та САЦ III, IV, які на певному етапі прямують у одному кориді напрямку схід–захід та перетинають трасу Починки – Ізобільний. Завдяки цьому стало можливим розпочати подачу газу в Блакитний потік вже у 2003 році за рахунок ресурсу середньоазійського та південноуральського походження. В цілому система Починки – Ізобільний була завершена у 2008-му.
У кінцевій точці трубопровід сполучений не лише з Блакитним потоком, але і з розташованим поряд найбільшим в світі Північно-Ставропольським підземним сховищем газу.